# Liste der Listen von Ständeräten nach Kantonen geordnet
Die Liste der Listen von Ständeräten nach Kantonen geordnet listet alle Listen der Ständeräte der Schweizerischen Eidgenossenschaft seit Gründung des Bundesstaates im Jahr 1848 bis heute auf, geordnet nach Kantonen, sowie die Mitglieder des Ständerats ab der 47. Legislaturperiode.
- Liste der Ständeräte des Kantons Aargau
- Liste der Ständeräte des Kantons Appenzell Ausserrhoden
- Liste der Ständeräte des Kantons Appenzell Innerrhoden
- Liste der Ständeräte des Kantons Basel-Landschaft
- Liste der Ständeräte des Kantons Basel-Stadt
- Liste der Ständeräte des Kantons Bern
- Liste der Ständeräte des Kantons Freiburg
- Liste der Ständeräte des Kantons Genf
- Liste der Ständeräte des Kantons Glarus
- Liste der Ständeräte des Kantons Graubünden
- Liste der Ständeräte des Kantons Jura
- Liste der Ständeräte des Kantons Luzern
- Liste der Ständeräte des Kantons Neuenburg
- Liste der Ständeräte des Kantons Nidwalden
- Liste der Ständeräte des Kantons Obwalden
- Liste der Ständeräte des Kantons St. Gallen
- Liste der Ständeräte des Kantons Schaffhausen
- Liste der Ständeräte des Kantons Schwyz
- Liste der Ständeräte des Kantons Solothurn
- Liste der Ständeräte des Kantons Tessin
- Liste der Ständeräte des Kantons Thurgau
- Liste der Ständeräte des Kantons Uri
- Liste der Ständeräte des Kantons Waadt
- Liste der Ständeräte des Kantons Wallis
- Liste der Ständeräte des Kantons Zug
- Liste der Ständeräte des Kantons Zürich

- Liste der Mitglieder des Schweizer Ständerats in der 47. Legislaturperiode
- Liste der Mitglieder des Schweizer Ständerats in der 48. Legislaturperiode
- Liste der Mitglieder des Schweizer Ständerats in der 49. Legislaturperiode
- Liste der Mitglieder des Schweizer Ständerats in der 50. Legislaturperiode
- Liste der Mitglieder des Schweizer Ständerats in der 51. Legislaturperiode